# Abdallah Nirki
Abdallah Nirki – egipska miejscowość położona w Nubii na zachodnim brzegu Nilu, 1,5 km od Abu Simbel, znana z wykopalisk archeologicznych.
Wykopaliska w Abdallah Nirki prowadziły w latach 1962-1964 Węgierska Akademia Nauk i misja holenderska. Ich wynikiem było odkrycie miasta istniejącego między V a XVI w., otaczającego wczesnochrześcijańską cytadelę. 
W mieście istniały trzy kościoły, typowe dla architektury nubijskiej. W jednym z nich odsłonięto dobrze zachowane malowidła ścienne z VIII-IX w., przedstawiające sceny zaczerpnięte z Pisma Świętego, krzyż, postacie świętych i teofanię. Malowidła te wykazują podobieństwa do malowideł z Faras.